# 琼毛雍仲彭措林寺
琼毛雍仲彭措林寺（藏语称“琼毛雍仲彭措林”），简称琼毛寺，是位于中国青海省贵德县河西镇瓦家村的一座苯教寺院，也是安多最古老的苯教寺院之一。

## 简介
琼毛寺的创建者为索僧东巴益喜坚赞。此人于藏历第五绕迥水虎年（1302年）生于今西藏那曲地区索县格谢村的一个显贵之家。自幼剃度出家，来到苯教“支”之传承道场，即约如宛萨卡寺，依止约如后藏十八贤哲之一的亲教师离边索朗坚赞为根本上师，学习苯教教法及仪轨，成为僧俗信众依止的高僧。后来，由离边索朗坚赞、绒贡坚赞奥赛、巴东华丹桑布、辛杰智巴奥赛四尊者，依照苯教教规，认定其为鲁主益西宁布的意之化身。
离边索朗坚赞指明其化机在安多后，索僧东巴益喜坚赞遂携其兄及众位随从来到安多北部的阿嘎达戎，向信众灌顶传法，兴建苯教寺院及道场。当时，在今贵德县河西镇当车地区的七大迦部落（即夏迦、纳迦、索迦、尕迦、鲁迦、卫迦部落）的邀请下，索僧东巴益喜坚赞来到此地弘法。一次，驮着苯教三所依的一头骡子在当车地区一处像肩胛骨的地方伏卧不起。索僧东巴益喜坚赞随即想在此地修建一座苯教寺院。藏历铁兔年（1351年），年逾50岁的索僧东巴益喜坚赞在此动工兴建三层阁楼式经堂，由此奠定了琼毛寺的基础。当时，经堂内供奉的塑像包括三世佛、八大菩萨、德拉护法神尊、玛赞护法神，此外经堂内还有显密各本尊的壁画，还有苯教经、像、塔等等三所依。索僧东巴益喜坚赞以该经堂为基地弘法。后人遂将索僧东巴益喜坚赞誉为苯教的第二佛陀。
琼毛寺有三大活佛系统，分别是琼毛活佛、瓦塞尔活佛、卡尔纳活佛。
1966年文化大革命爆发后，琼毛寺内的塑像和经书全遭毁灭。1983年，经上级政府部门批准，琼毛寺对信徒开放。在中共贵德县委统战部、贵德县宗教管理局的领导下，琼毛寺成立了寺管会。寺管会监督寺院重建及翻修，经信众出资出力，于1983年年内便建成了三层阁楼式经堂，经堂内供奉三世佛、八如来菩萨、显密本尊间唐、100多部苯教大藏经等等。
1989年，经僧俗群众要求，上级部门批准，琼毛寺第二十三世琼毛活佛琼毛·多旦旺秀举行了坐床典礼。
由于1983年建经堂时资金不足，建筑质量不高，经堂四壁出现裂缝，地基下陷。琼毛·多旦旺秀乃筹集资金，于2000年建成了一座钢筋混凝土结构的四层阁楼式大经堂，经堂各大殿内供奉了许多佛像、唐卡、间唐、苯教经典。琼毛·多旦旺秀还先后自筹资金57万元，在琼毛寺及共和县东嘎寺、同仁县、贵德县当车等地兴建了21座佛塔、500多个转经轮。同时，他还在琼毛寺内新建了三个扎仓，即外明扎仓、内明扎仓、密修扎仓，传承苯教大小五明，学僧达100多人。